# Sergio Rodríguez Gómez
Sergio Rodríguez Gómez (Santa Cruz de Tenerife, 12 de junio de 1986) es un exjugador de baloncesto español que disputó 21 temporadas como profesional, cinco de ellas en la NBA. Con 1,91 metros de altura ocupaba la posición de base y fue internacional absoluto con la selección española, siendo medallista olímpico, plata en Londres 2012 y bronce en Río de Janeiro 2016 y con la que también se proclamó campeón del mundo en 2006 y campeón de Europa en 2015.

## Trayectoria

### Inicios
Comenzó jugando en el equipo del colegio de su padre, "La Salle San Ildefonso" (Club Baloncesto Unelco), en Santa Cruz de Tenerife, ya que su colegio no tenía equipo de baloncesto. Posteriormente ingresó en las categorías inferiores del Tenerife Baloncesto, hasta que a la edad de 14 años se marchó  al "Centro de Formación Siglo XXI País Vasco". Sergio se mantuvo en dicho centro durante tres temporadas hasta que el CB Estudiantes lo fichó en la temporada 2003/04.

### CB Estudiantes (2003-2006)
Debutó con la primera plantilla del Club Baloncesto Estudiantes en la temporada 2003/04, en la que alcanzó el subcampeonato liguero. En la siguiente temporada 2004/05, fue nombrado Jugador Revelación de la ACB. La temporada 2005/06 fue su última campaña en el club estudiantil.

### Portland Trail Blazers (2006-2009)

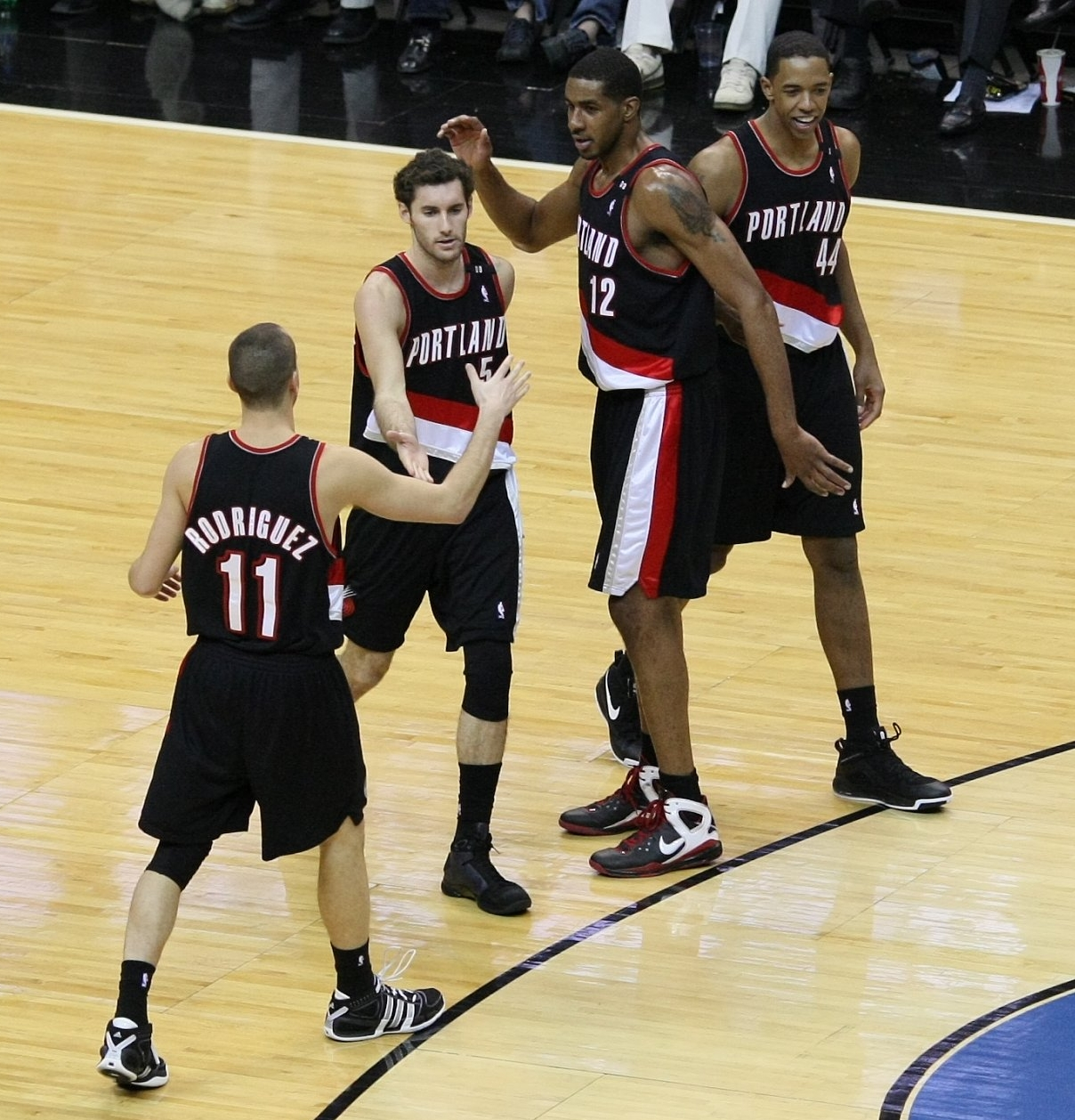
Sergio Rodríguez, de espaldas, saludando a Rudy Fernández con los Portland Trail Blazers

Fue elegido en la posición número 27 del Draft de la NBA de 2006 por Phoenix Suns, siendo así el noveno jugador español en la historia seleccionado para jugar en ella. Posteriormente fue traspasado a Portland Trail Blazers. Ha sido el sexto jugador español en debutar en partido oficial de la NBA, en noviembre de 2006.
Tanto en Estudiantes como en los Blazers, Sergio Rodríguez ha usado el número 11. En su primera temporada 2006/07, alternó minutos de juego importantes. Al principio, contó poco en la rotación de Nate McMillan debido a la preferencia de este por un base, Jarrett Jack, con un ritmo de juego más lento que el del tinerfeño. Poco a poco, Sergio contó con más minutos de juego, dándole descanso a Jack y a Dan Dickau. Su mejor partido de temporada regular fue contra Denver Nuggets, en donde el jugador anotó 23 puntos y 10 asistencias saliendo como tercer base.
En la temporada 2008/09, su función principal fue darle descanso a su compañero S. Blake, un base que al igual que Jack era más del gusto de McMillan por su ritmo pausado. Jugó un total de 80 partidos en la temporada regular, con un promedio de 15.3 minutos, 3.6 asistencias y 4.5 puntos por encuentro. En el que sería su último año en la franquicia de Portland tuvo la oportunidad también de disputar unos playoffs de la NBA.

### Sacramento Kings y New York Knicks (2009-2010)
El 25 de junio de 2009 Sergio fue traspasado junto con Jon Brockman a los Sacramento Kings, a cambio de la elección número 31 del Draft, Jeff Pendergraph. En apenas media temporada regular con los de California, consiguió su máxima anotación de puntos en la NBA hasta el momento (24), fue concretamente el 29 de noviembre de 2009 en la victoria por 112-96 antes los New Orleans Hornets, siendo el principal artificie de la victoria de los Kings en tan solo 24 minutos de juego.
A mitad de temporada, el 18 de febrero de 2010, fue traspasado a los New York Knicks junto a Tracy McGrady, en una operación a tres bandas en la que también estuvo implicado Houston Rockets. En los «Knicks», en los que portó el dorsal '13', Sergio disfrutó de más confianza que en sus anteriores etapas, sobrepasando la decena de puntos en 8 partidos y siendo titular en también 8 de los 27 partidos que jugó con los neoyorquinos.

### Real Madrid (2010-2016)

#### 2010-2011

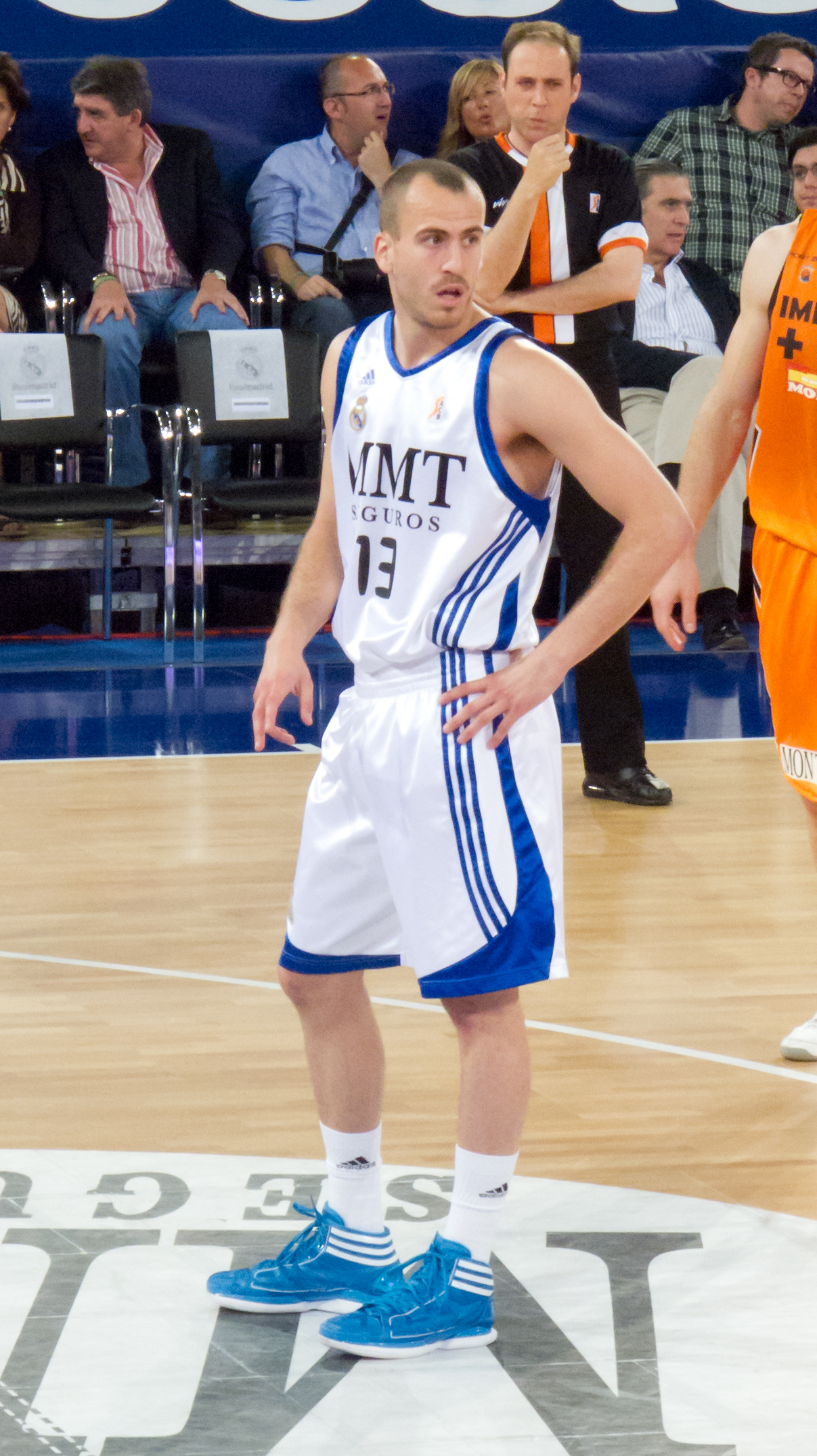
Rodríguez en su primera temporada con el Real Madrid

Tras jugar en la Gran Manzana, Sergio decidió volver a España. El Real Madrid de Messina se interesó por él y en julio de 2010 firmó un contrato con el club blanco por 3 años. Su primer año no contó con la total confianza del técnico italiano, que apostaba por un ritmo de juego que no favorecía al "Chacho". El primer título que disputaría como blanco fue la Supercopa celebrada en Vitoria. En ella caerían de manera estrepitosa en primera ronda ante el Regal Barça (89-55). Tras reponerse de su mala actuación en la Supercopa y cuajar una buena primera vuelta en liga, el Real Madrid consigue llegar a la final de la Copa del Rey celebrada en Madrid, en la que caen contra el Barça por 68-60. El 4 de marzo de 2011, tras una abultada derrota ante el Montepaschi en Euroliga, Messina renuncia como entrenador y toma su testigo Lele Molin. Los blancos acaban la temporada entrando en la Final Four de la Euroliga disputada en Barcelona, en la que caería en semifinales ante el Maccabi por 82-63. En la Liga ACB, caerían en semifinales ante el Bilbao Basket, lo que haría que esa temporada el Real Madrid no consiguiese ningún título oficial.

#### 2011-2012
Durante el verano del 2011, en el Real Madrid decide apostar en los banquillos por Pablo Laso, exjugador y hasta ese momento entrenador del Gipuzkoa Basket. La figura de Pablo Laso resulta decisiva para Sergio, ya que con el vitoriano en el banquillo, el Real Madrid comenzó a jugar un baloncesto rápido y vistoso, en el cual el "Chacho" es un jugador diferencial.
La liga comenzó con la disputa de la Supercopa en Bilbao, con idéntico resultado que el año pasado. Los blancos se vieron en semifinales con el Barça, cayendo el derbi del lado catalán si bien con más complicaciones que el año anterior (74-70). En liga el conjunto entrenado por Laso se muestra sólido, llegando a la Copa del Rey organizada en Barcelona como líder de la Liga con un balance de 14-3.
En la Copa del Rey, tras deshacerse del Fuenlabrada y del Banca Cívica Sevilla, se volvería a encontrar con el Regal FC Barcelona, pero esta vez con distinto resultado, ya que los blancos conseguirían imponerse por 74-91 en casa del conjunto barcelonés.
En Euroliga el conjunto blanco no cuajó una buena temporada, cayendo en el Top16 por el basketaverage.
En los Playoffs por el título de la liga, Sergio tuvo su mejor momento hasta la fecha con los madridistas. Pese a su gran actuación, el Real Madrid cayó en unas apretadas finales ante el Barcelona. Tras unos Playoffs espectaculares, el Real Madrid lo renueva hasta el final de la temporada 2014-2015. En la temporada sus promedios fueron de 6,8 puntos y 3,9 asistencias en Liga Endesa y 7,4 puntos y 5,4 asistencias en Euroliga

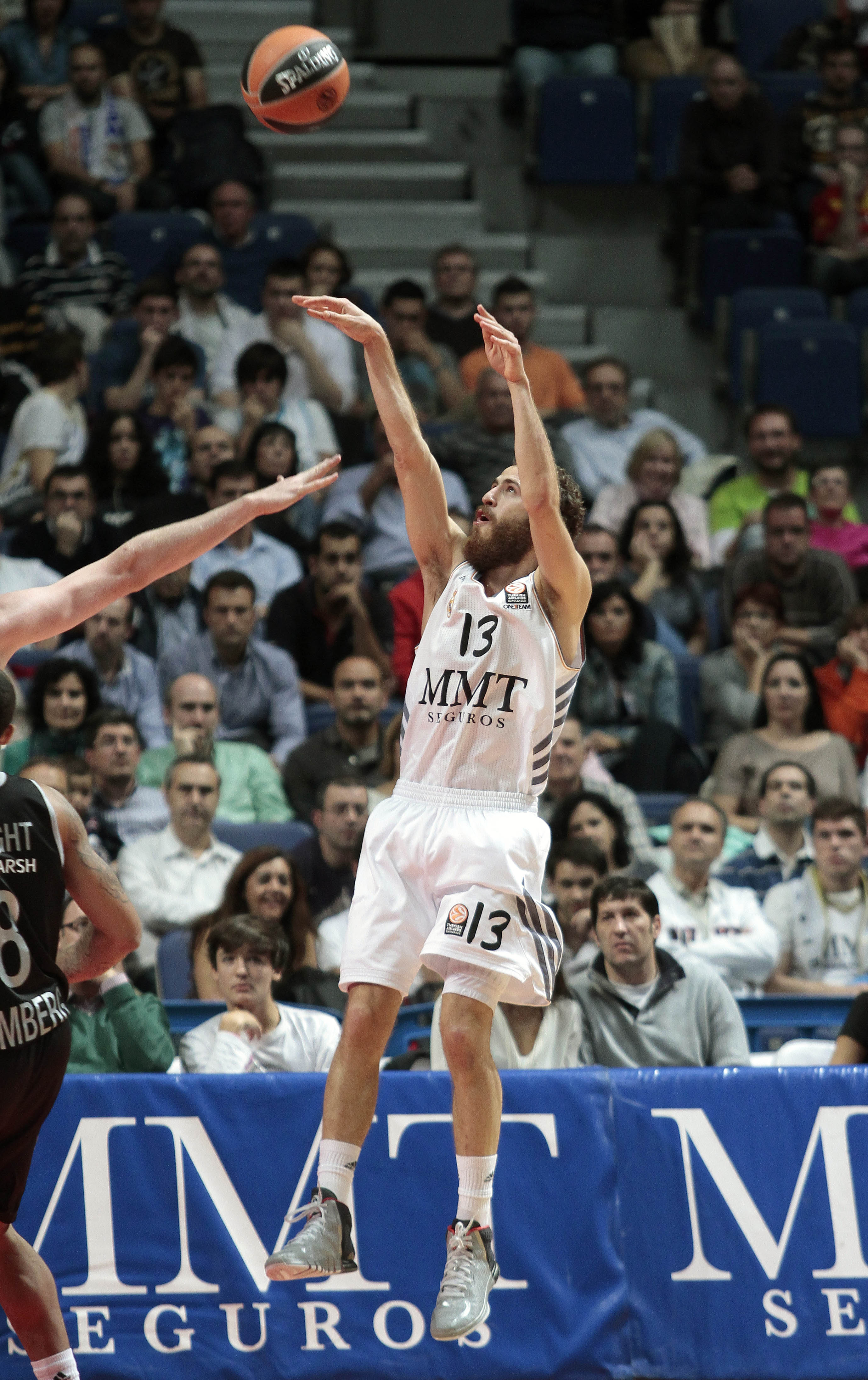
Sergio Rodríguez lanzando a canasta en un partido de Euroliga.

#### 2012-2013
La temporada 2012-2013 fue la de la confirmación de Sergio Rodríguez como uno de los grandes bases europeos. Con el Real Madrid jugando a su ritmo, se consigue por fin el título de la Supercopa, celebrada este año en Zaragoza, superando en la final al Regal Barça por 84-95 con un gran Sergio en la dirección.
Después de celebrar el título, el Madrid comenzó la temporada de forma increíble, llegando como líder a la Copa del Rey de Vitoria. Justo al contrario llegaba el FC Barcelona Regal que tras una temporada muy floja, no consigue meterse en la Copa como cabeza de serie. La suerte depara que se encuentren los dos en primera ronda y tras un partido épico, el Real Madrid caería en la segunda prórroga por 108-111.
En Euroliga el Real Madrid volvería a llegar a la Final Four, en la que se enfrentaría en semifinales al Barça. Con un gran partido de Sergio (12 puntos y 9 asistencias) los blancos se impusieron por 67 a 74. En la gran final ante el Olympiakos, el juego duro de los griegos acabó con las aspiraciones madridistas que vieron como se les escapaba su oportunidad en un partido en el que Rodríguez anotó 17 puntos y dio 4 asistencias.
Después de la decepción de la Euroliga, el Real Madrid se centró en la Liga Endesa, acabando con una superlativa marca de 30 victorias por tan solo 4 derrotas. Al finalizar la liga regular, el base tinerfeño fue incluido por primera vez en su carrera en el Quinteto Ideal de la ACB.
En los Playoffs, los blancos arrasaron al Obradoiro CAB y al CAI Zaragoza (2-0 y 3-0 respectivamente) y se encontrarían por segundo año consecutivo con el FC Barcelona Regal. En otra final a 5 partidos, el Real Madrid se llevaría el gato al agua después de ganar en el quinto partido por 79-71 y conseguiría ganar la ACB por primera vez desde 2007. Sergio promedio 8,7 puntos y 3,9 asistencias en Liga Endesa y 7,7 puntos y 3,9 asistencias en Euroliga.

#### 2013-2014
En esta temporada, el Real Madrid se coronó campeón de la Supercopa disputada en Vitoria. En semifinales, el conjunto merengue ganó abultadamente al Bilbao Basket (100-61) con 14 puntos y 12 asistencias del "Chacho", y en la final antes el FC Barcelona, los blancos revalidaron su título (83-79) gracias en parte a los 18 puntos de Sergio, el cual fue galardonado con el MVP del Torneo.
En la Liga Endesa tras 4 partidos disputados, Sergio está siendo uno de los mejores bases de la liga, con promedios de 12,8 puntos y 7,5 asistencias. En enero de 2014 se extendió su contrato hasta 2018.
El 9 de febrero, se proclama campeón de su segunda Copa del Rey de Baloncesto con el Real Madrid, contra el Barça Regal, con un resultado de 77-76.

#### 2014-2015
Comienza la temporada 2014-15 alzando su cuarta Supercopa de España frente al FC Barcelona por 99-78.
En febrero de 2015, el Real Madrid conquista la Copa del Rey, derrotando de nuevo al FC Barcelona por 77-71 en la final.
El Real Madrid llega por tercer año consecutivo a la Final Four (7.ª ocasión desde que existe este formato) de la Euroliga, que se celebra esta edición en Madrid, al derrotar por 3-1 en cuartos de final al Anadolu Efes. Tras vencer al Fenerbahçe en la semifinal, llega también por tercer año consecutivo a la final de la competición, donde se enfrenta al Olympiacos, como ya lo hicieran dos años antes, derrotándoles en esta ocasión por 78-59. Esta fue la primera Euroliga ganada por Rodríguez y la primera en veinte años para su club.
Por tercer año consecutivo conquista el título honorífico de campeón de Liga Regular ACB (11.ª). Además, por cuarto año consecutivo, llega a la final de la Liga ACB, enfrentándose, también por cuarta vez consecutiva, al FC Barcelona, al que derrota por 3-0.
Los cuatro títulos conquistados durante la temporada 2014-15 supusieron un hito histórico para el Real Madrid, que nunca lo había logrado con anterioridad.

#### 2015-2016
En la temporada 2015-16 volvió a ganar el título de la Liga ACB y la Copa del Rey.

### Philadelphia 76ers (2016-2017)

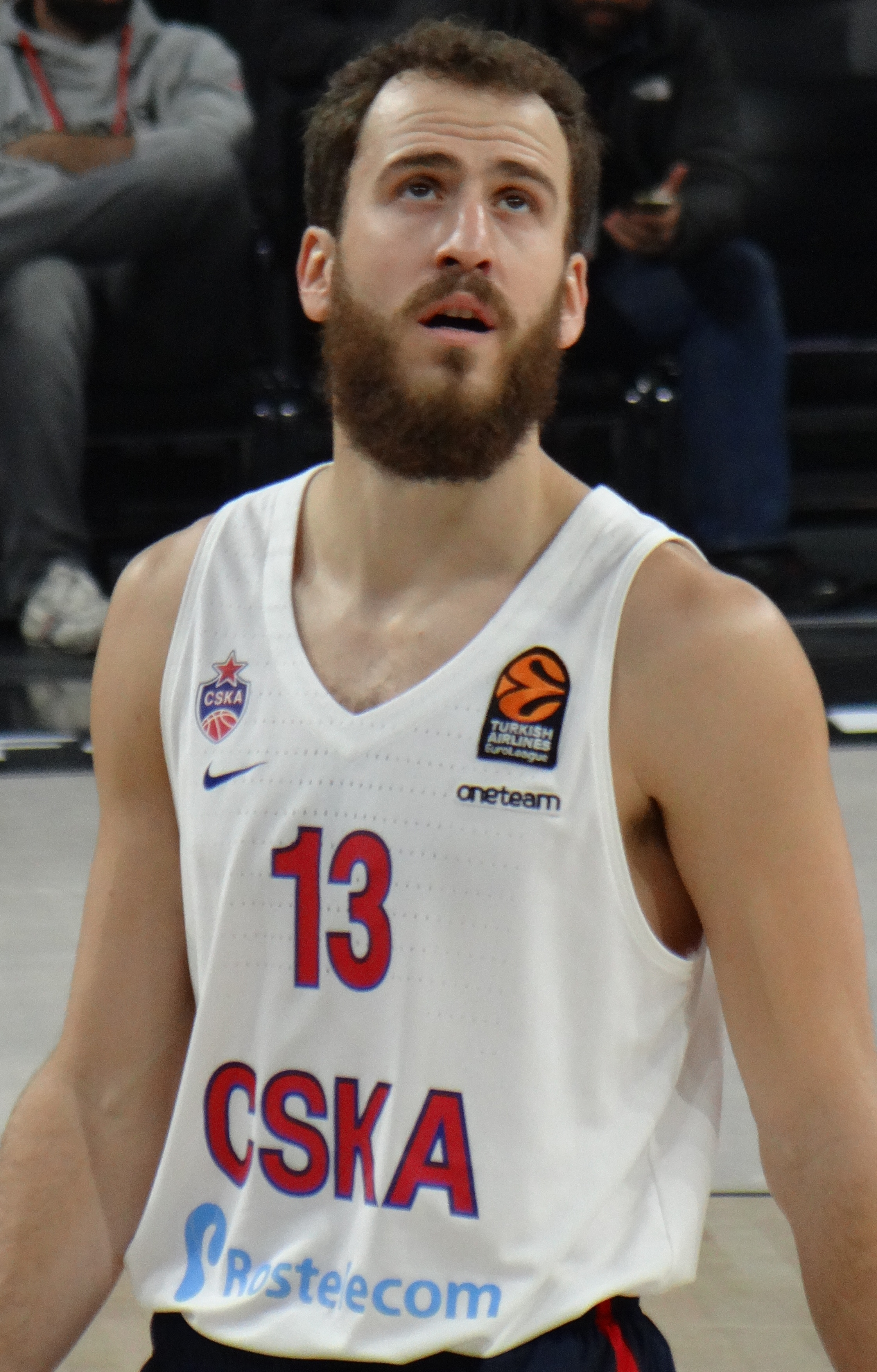
Sergio Rodríguez, en el CSKA

El 13 de julio de 2016, Rodríguez firmó con los Philadelphia 76ers su regreso a la NBA. Hizo su debut con los 76ers en su primer partido de la temporada el 26 de octubre de 2016, registrando 12 puntos y nueve asistencias en una derrota por 103-97 ante Oklahoma City Thunder. El 8 de abril de 2017 Rodríguez fue descartado para los últimos tres partidos de la temporada debido a dolor en la rodilla después de jugar 68 partidos, 30 de ellos como titular.

### CSKA Moscú (2017-2019)
El 17 de julio de 2017 Rodríguez firmó con el CSKA de Moscú. En mayo de 2019 logró la Euroliga, la segunda de su carrera y la primera con el equipo ruso. Fue así el primer jugador español en ganar esta competición con un equipo extranjero, y el primero también en conseguirla con dos equipos distintos.

### Pallacanestro Olimpia Milano (2019-2022)
El 30 de julio de 2019 se hizo oficial su fichaje por el Pallacanestro Olimpia Milano, por tres temporadas. En ellas logró uncampeonato de liga, en la temporada 2021-22, dos copas de Italia, en 2021 y 2022, y una Supercopa de Italia en 2020. Promedió en total 11,3 puntos, 5,4 asistencias y 2,1 rebotes por partido. El 1 de julio de 2022 hizo oficial su salida del equipo.

### Real Madrid (2022-2024)
El 18 de julio de 2022 se hace oficial su regreso al Real Madrid de la Liga Endesa. En la temporada 22-23 gana la Euroliga, cuya Final Four se disputó en Kaunas.
El 19 de junio de 2024 anunció su retirada del baloncesto en activo.

## Selección nacional
En el Campeonato Europeo Junior (sub-18) de 2004 disputado en Zaragoza, ganó la medalla de oro y fue nombrado MVP del torneo. Sus promedios en los 8 partidos disputados fueron de 19 puntos, 4,6 rebotes, 8,5 asistencias y 2,1 recuperaciones.
Internacional con la Selección española de baloncesto absoluta desde los 19 años, su mayor logro individual hasta la fecha fue el de proclamarse Campeón del Mundo en el mundial de Japón de 2006, donde promedió 3,3 puntos y 2,3 asistencias en 9 partidos jugados y tuvo su mejor actuación en la semifinal ante Argentina donde sus 14 puntos (incluidos 3 triples sin fallo) saliendo desde el banquillo fueron fundamentales para la victoria ante el combinado albiceleste. Al año siguiente se colgaría la medalla de plata en el Eurobasket 2007 celebrado en España.
En junio de 2010 fue incluido en la lista previa de 24 jugadores para el Campeonato Mundial de Baloncesto de 2010, aunque finalmente, el seleccionador español, Sergio Scariolo, no lo incluyó en la lista de 15 jugadores.
En el Eurobasket de 2011 tampoco entró en la plantilla final de Scariolo, pero si lo hizo para los Juegos Olímpicos de Londres de 2012, cinco años después de jugar su último torneo con la selección, disputando 12 minutos de media en el equipo que consiguió la plata olímpica.
En el Eurobasket de 2013, el nuevo seleccionador Juan Antonio Orenga volvió a contar con el "Chacho". La Selección cayó ante la Francia de Tony Parker en semifinales, teniendo que conformarse con el tercer puesto. En los 11 partidos que llevarían al equipo nacional al bronce, promedió 9,8 puntos y 3,2 asistencias en 19 minutos de juego.
En los Juegos Olímpicos de Río, en agosto de 2016, logró con la selección española la medalla de bronce, en un disputadísimo partido contra Australia, en el que Sergio Rodríguez logró los dos puntos decisivos mediante sendos tiros libres convertidos a falta de cinco segundos para el final.
En verano de 2021, fue parte de la selección absoluta española que participó en los Juegos Olímpicos de Tokio 2020, que quedó en sexto lugar.
El 25 de agosto de 2021 anunció su retirada de la selección nacional, tras 154 internacionalidades y siete medallas conseguidas.

## Estadísticas

### Temporada regular NBA
| Año     | Equipo       | PJ  | PT | MPP  | %TC  | %3P  | %TL  | RPP | APP | ROB | TPP | PPP |
| ------- | ------------ | --- | -- | ---- | ---- | ---- | ---- | --- | --- | --- | --- | --- |
| 2006–07 | Portland     | 67  | 1  | 12.9 | .423 | .282 | .808 | 1.4 | 3.3 | .5  | .0  | 3.7 |
| 2007–08 | Portland     | 72  | 0  | 8.7  | .352 | .293 | .658 | .8  | 1.7 | .3  | .0  | 2.5 |
| 2008–09 | Portland     | 80  | 13 | 15.3 | .392 | .325 | .792 | 1.6 | 3.6 | .7  | .0  | 4.5 |
| 2009–10 | Sacramento   | 39  | 0  | 13.2 | .463 | .357 | .694 | 1.3 | 3.1 | .7  | .0  | 6.0 |
| 2009–10 | New York     | 27  | 8  | 19.7 | .491 | .347 | .806 | 1.4 | 3.4 | .8  | .0  | 7.4 |
| 2016–17 | Philadelphia | 68  | 30 | 22.3 | .392 | .365 | .667 | 2.3 | 5.1 | .7  | .1  | 7.8 |
| Total   | Total        | 353 | 52 | 15   | .409 | .337 | .739 | 1.4 | 3.4 | .6  | .1  | 4.9 |

### Playoffs NBA
| Año   | Equipo   | PJ | PT | MPP | %TC  | %3P  | %TL  | RPP | APP | ROB | TPP | PPP |
| ----- | -------- | -- | -- | --- | ---- | ---- | ---- | --- | --- | --- | --- | --- |
| 2009  | Portland | 5  | 0  | 5.4 | .333 | .000 | .000 | .6  | 1.4 | .0  | .2  | .8  |
| Total | Total    | 5  | 0  | 5.4 | .333 | .000 | .000 | .6  | 1.4 | .0  | .2  | .8  |

### ACB
| Año     | Equipo            | PJ  | PT  | MPP  | %TC   | %3P   | %TL   | RPP | APP | ROB | TPP | PPP  |
| ------- | ----------------- | --- | --- | ---- | ----- | ----- | ----- | --- | --- | --- | --- | ---- |
| 2004-05 | C. B. Estudiantes | 42  | 20  | 20.4 | 60.2% | 28.6% | 71.6% | 1.7 | 3.2 | 1.1 | .00 | 8.5  |
| 2005-06 | C. B. Estudiantes | 37  | 19  | 23.9 | 51.3% | 32.1% | 67.9% | 2.4 | 5.0 | 1.2 | .05 | 10.0 |
| 2010-11 | Real Madrid       | 37  | 15  | 18.4 | 47.1% | 32.4% | 87.0% | 1.5 | 2.5 | 0.9 | .05 | 7.0  |
| 2011-12 | Real Madrid       | 48  | 12  | 18.1 | 47.4% | 39.6% | 75.4% | 1.8 | 3.8 | 0.7 | .06 | 6.8  |
| 2012-13 | Real Madrid       | 44  | 8   | 18.8 | 48.8% | 40.7% | 86.4% | 1.7 | 3.9 | 1.0 | .02 | 8.7  |
| 2013-14 | Real Madrid       | 43  | 0   | 23.5 | 54.5% | 38.0% | 84.6% | 2.1 | 5.8 | 1.5 | 0.1 | 12.2 |
| 2014-15 | Real Madrid       | 40  | 12  | 22.1 | 49.5% | 40.5% | 89.0% | 1.9 | 5.2 | 0.8 | .00 | 10.2 |
| 2015-16 | Real Madrid       | 42  | 23  | 23.4 | 57.7% | 36.7% | 88.7% | 1.9 | 5.9 | 0.9 | .00 | 11.0 |
| Total   | Total             | 333 | 109 | 21.2 | 51.6% | 36.7% | 81.1% | 1.9 | 4.4 | 1.0 | .00 | 9.3  |

### Euroliga
|  | Denota temporadas en las que Rodríguez Ganó la Euroliga |

| Año     | Equipo         | PJ  | PT | MPP  | %TC  | %3P  | %TL  | RPP | APP | ROB | TPP | PPP  |
| ------- | -------------- | --- | -- | ---- | ---- | ---- | ---- | --- | --- | --- | --- | ---- |
| 2010-11 | Real Madrid    | 18  | 10 | 18.5 | .472 | .200 | .938 | 1.9 | 3.1 | 0.5 | 0   | 6.1  |
| 2012-13 | Real Madrid    | 29  | 4  | 18.4 | .441 | .295 | .875 | 1.8 | 3.9 | 0.7 | 0   | 7.5  |
| 2013-14 | Real Madrid    | 31  | 0  | 22.3 | .497 | .500 | .906 | 2.0 | 4.9 | 1.2 | .1  | 14.0 |
| 2014-15 | Real Madrid    | 28  | 2  | 21.3 | .481 | .381 | .836 | 1.4 | 5.1 | 1.0 | 0   | 11.1 |
| 2015-16 | Real Madrid    | 27  | 10 | 23.9 | .495 | .409 | .741 | 2.2 | 6.2 | 0.7 | 0   | 10.9 |
| 2017–18 | CSKA Moscú     | 36  | 22 | 26.0 | .491 | .438 | .897 | 2.0 | 4.9 | .8  | .1  | 13.8 |
| 2018–19 | CSKA Moscú     | 35  | 10 | 21.9 | .420 | .392 | .878 | 1.5 | 4.5 | .7  | .1  | 10.2 |
| 2019–20 | Olimpia Milano |     | xx | xx   | xx   | xxx  | xxx  | xxx | xxx | xx  | xx  | xxx  |
| 2020–21 | Olimpia Milano |     | xx | xx   | xx   | xxx  | xxx  | xxx | xxx | xx  | xx  | xxx  |
| 2021–22 | Olimpia Milano |     | xx | xx   | xx   | xxx  | xxx  | xxx | xxx | xx  | xx  | xxx  |
| Total   | Total          | 199 | 58 | 21.4 | .454 | .410 | .842 | 1.9 | 4.7 | .9  | .0  | 10.4 |

## Votaciones para el All-Star Game de la NBA
| \| Año del All Star \| Número de Votos \| Elegido \| Equipo \| \| ---------------------------- \| --------------- \| ------- \| ------------------ \| \| All-Star Game de la NBA 2017 \| 18.472 \| No \| Philadelphia 76ers \| |                 |         |                    |
| Año del All Star | Número de Votos | Elegido | Equipo             |
| All-Star Game de la NBA 2017 | 18.472          | No      | Philadelphia 76ers |

## Palmarés

### Selección española
- en el Europeo Sub-18 de 2004.
- en el Campeonato del Mundo de 2006 de Japón.
- Eurobasket 2007 de Madrid.
- en los Juegos Olímpicos de Londres 2012.
- en el Eurobasket 2013 de Eslovenia.
- en el Eurobasket 2015 de Francia.
- en los Juegos Olímpicos de Río 2016.
- en el Eurobasket 2017 de Turquía 2017.

### Clubes
- Copa Intercontinental (1): 2015.
- Euroliga (3): 2015, 2019, 2023.
- Liga ACB (4): 2013, 2015, 2016, 2024.
- Copa del Rey (5): 2012, 2014, 2015, 2016, 2024.
- Supercopa de España (5): 2012, 2013, 2014, 2022, 2023.
- VTB United League (2): 2018, 2019
- Liga de baloncesto de Italia (1): 2022
- Copa de baloncesto de Italia (2): 2021, 2022.
- Supercopa de Italia de Baloncesto (1): 2020

### Individual
- Jugador Revelación de la temporada 2004/05 de la liga ACB.
- MVP del Campeonato de Europa Junior 2004 de Zaragoza.
- MVP de la Supercopa de España de Baloncesto 2013.[12]
- Quinteto Ideal de la Liga ACB 2012-13; Liga ACB 2013-14.[10]
- Quinteto Ideal de la Euroliga 2013-14.[26]
- Quinteto ideal del Eurobasket 2015.[27]
- MVP Euroliga 2013-14.[28]
- Premio Endesa 2013-14.[29]
- Premio Kia al jugador más espectacular de la Liga ACB 2013-14.[30]
- Premio al mejor pasador de la Liga ACB 2013-14.[31]
- Premio Teide de Oro de Radio Club Tenerife en 2012.
- Premio Canarias en la modalidad de Deporte en 2018.[32]